# Miss Panamerican International
Miss Panamerican International é um concurso de beleza feminino realizado anualmente desde 1985. Criado por Marijes S. Tostado, o propósito da competição era impulsionar o conhecimento e a apreciação da cultura latino americana dentro dos Estados Unidos. No início, as participantes eram jovens de diferentes comunidades latinas que viviam na América do Norte. Mas, com o sucesso que vinha adquirindo, foi decidido pela organização do evento que, a partir de 2006, o concurso deixaria de focar somente no continente americano e decidiu abrir as portas para diversos países ao redor do mundo. Com isso, o concurso se transformou em uma importante plataforma de turismo. A vencedora vira uma embaixadora que incentiva a melhoria intelectual, cultural e profissional.

## Vencedoras
Abaixo constam todas as vencedoras do concurso:
| Ano     | Edição                                  | Vencedora                               | País                                    | Ref.                                    |
| ------- | --------------------------------------- | --------------------------------------- | --------------------------------------- | --------------------------------------- |
| 1985    | 1ª                                      | Elizabeth Monterosa                     | El Salvador                             | -                                       |
| 1986    | 2ª                                      | Laura Múñoz                             | México                                  | -                                       |
| 1987    | 3ª                                      | Patricia Álvarez                        | México                                  | -                                       |
| 1988    | 4ª                                      | Angelica Urquizo                        | Estados Unidos                          | -                                       |
| 1989    | 5ª                                      | Gloria de Nava                          | Porto Rico                              | -                                       |
| 1990    | 6ª                                      | Jessica Jiménez                         | Costa Rica                              | -                                       |
| 1991    | 7ª                                      | Claudia Sibaja                          | Costa Rica                              | -                                       |
| 1992    | 8ª                                      | Cheryl Lynn Derry                       | Estados Unidos                          | -                                       |
| 1993    | 9ª                                      | América Piño                            | Cuba                                    | -                                       |
| 1994    | 10ª                                     | Diana Zubieta                           | México                                  | -                                       |
| 1995    | 11ª                                     | Patricia Vega                           | Estados Unidos                          | -                                       |
| 1996    | 12ª                                     | Diana Scianca                           | Estados Unidos                          | -                                       |
| 1997    | 13ª                                     | Bruna Aguiar                            | Brasil                                  | -                                       |
| 1998    | 14ª                                     | Mónica Fernández                        | Peru                                    | -                                       |
| 1999    | 15ª                                     | Veronica Moreno                         | México                                  | -                                       |
| 2000    | 16ª                                     | Martha Fuentes                          | Honduras                                | -                                       |
| 2001    | 17ª                                     | Mayra Solis                             | El Salvador                             | -                                       |
| 2002    | 18ª                                     | Michelle Bobadilla                      | República Dominicana                    | -                                       |
| 2003    | 19ª                                     | Opal Henríquez                          | Belize                                  | -                                       |
| 2004    | 20ª                                     | Michelle Silva                          | Brasil                                  | -                                       |
| 2005    | 21ª                                     | Michelle Schmidt                        | Brasil                                  | -                                       |
| 2006    | 22ª                                     | Jessica Estrada                         | Panamá                                  | [ 4 ]                                   |
| 2007    | 23ª                                     | Maria Elena Anaya                       | México                                  | [ 5 ]                                   |
| 2008    | 24ª                                     | Natasha Martínez                        | Estados Unidos                          | [ 6 ]                                   |
| 2009    | 25ª                                     | Andrea León                             | Equador                                 | [ 7 ]                                   |
| 2010    | O concurso não foi realizado neste ano. | O concurso não foi realizado neste ano. | O concurso não foi realizado neste ano. | O concurso não foi realizado neste ano. |
| 2011    | 26ª                                     | Naomi Marroquín                         | Guatemala                               | [ 8 ]                                   |
| 2012    | 27ª                                     | Nicole Colón                            | Porto Rico                              | [ 9 ]                                   |
| 2013    | 28ª                                     | María José Maza                         | Equador                                 | [ 10 ]                                  |
| 2014    | 29ª                                     | Amalía Matamoros                        | Costa Rica                              | [ 11 ]                                  |
| 2015    | 30ª                                     | Marcela Pachón                          | Colômbia                                | [ 12 ]                                  |
| 2016    | 31ª                                     | Katherine Prado                         | Costa Rica                              | [ 13 ]                                  |
| 2017    | O concurso não foi realizado neste ano. | O concurso não foi realizado neste ano. | O concurso não foi realizado neste ano. | O concurso não foi realizado neste ano. |
| 2018    | 32ª                                     | Francielly Ouriques                     | Brasil                                  | [ 14 ]                                  |
| 2019    | 33ª                                     | Lisbeth Valverde                        | Costa Rica                              | [ 15 ]                                  |
| 2020-22 | O concurso não foi realizado neste ano. | O concurso não foi realizado neste ano. | O concurso não foi realizado neste ano. | O concurso não foi realizado neste ano. |
| 2023    | 34ª                                     | Nicole Carreño                          | Venezuela                               | [ 16 ]                                  |

### Conquistas por País
| País                 | Título | Vitórias                     |
| Estados Unidos       | 5      | 1988, 1992, 1995, 1996, 2008 |
| México               | 5      | 1986, 1987, 1994, 1999, 2007 |
| Costa Rica           | 5      | 1990, 1991, 2014, 2016, 2019 |
| Brasil               | 4      | 1997, 2004, 2005, 2018       |
| Equador              | 2      | 2009, 2013                   |
| Porto Rico           | 2      | 1989, 2012                   |
| El Salvador          | 2      | 1985, 2001                   |
| Venezuela            | 1      | 2023                         |
| Colômbia             | 1      | 2015                         |
| Guatemala            | 1      | 2011                         |
| Panamá               | 1      | 2006                         |
| Belize               | 1      | 2003                         |
| República Dominicana | 1      | 2002                         |
| Honduras             | 1      | 2000                         |
| Peru                 | 1      | 1998                         |
| Cuba                 | 1      | 1993                         |